# Mjölby Södra IF
Mjölby Södra IF är en idrottsförening från Mjölby i Östergötland, bildad 11 juni 1948. Föreningen är idag (2022) en renodlad fotbollsförening.

## Seriespel i fotboll
Södra har som bäst spelat i "gamla division III" (motsvarande dagens division I). Laget gjorde ett kort gästspel i serien 1961 men 1963 vann Södra ånyo division IV och tog steget upp i division III, samtidigt som "storebror" Mjölby AI (MAI) åkte ur serien. Laget inledde nu sin mest framgångsrika period med spel i division III 1964-1968, samtidigt som MAI spelade i lägre divisioner. Lagets främsta placering var en fjärdeplats 1965.
Efter nedflyttningen från division III blev Södra återigen tvåa i stan bakom MAI men säsongen 1976 placerade sig Södra före MAI i division IV Östergötland västra. Sedan följde en nedgång för klubben med spel i lägre divisioner, vanligen en eller två nivåer under lokalrivalen. Det skulle komma att dröja ända till 1998 innan Södra ånyo slutade före MAI i seriesystemet; Södra blev femma i division IV, placeringen före MAI.
Sedan följde ett par år där Södra emellanåt bara var trea i staden, bakom MAI och Mjölby Turabdin FC, men vändningen kom säsongen 2011 då Södra vann division IV Östergötland västra (sjättedivisionen) och uppflyttades, samtidigt som de två lokalkonkurrenterna intog placering 8-9 i samma serie. Laget misslyckades initialt att hålla sig kvar i trean 2012 efter att ha förlorat återkvalet men kvarstod i serien tack vare en vakans som uppstod när två Linköpingsklubbar sammanslogs. Efter en topplacering 2013 rasade sedan Södra ur division III 2014 efter blott en inspelad poäng. Säsongen 2015 blev inte mycket roligare, laget vann bara en match, blev trea i staden och åkte ur division IV.

### Tabellplaceringar sedan 2000
Resultat hämtade från SvFF och Everysport.
| Säsong | Nivå | Serie                       | Plac. | Anmärkning                                |
| ------ | ---- | --------------------------- | ----- | ----------------------------------------- |
| 2000   | 5    | Div. IV Östergötland västra | 7     |                                           |
| 2001   | 5    | Div. IV Östergötland västra | 4     |                                           |
| 2002   | 5    | Div. IV Östergötland västra | 3     |                                           |
| 2003   | 5    | Div. IV Östergötland västra | 3     |                                           |
| 2004   | 5    | Div. IV Östergötland västra | 10    | nedflyttad                                |
| 2005   | 6    | Div. V Östergötland västra  | 8     | serieomläggning                           |
| 2006   | 7    | Div. V Östergötland västra  | 4     |                                           |
| 2007   | 7    | Div. V Östergötland västra  | 1     | uppflyttad                                |
| 2008   | 6    | Div. IV Östergötland västra | 11    | nedflyttad                                |
| 2009   | 7    | Div. V Östergötland västra  | 1     | uppflyttad                                |
| 2010   | 6    | Div. IV Östergötland västra | 7     |                                           |
| 2011   | 6    | Div. IV Östergötland västra | 1     | uppflyttad                                |
| 2012   | 5    | Div. III Nordöstra Götaland | 9     | förlorade återkval, kvarstod genom vakans |
| 2013   | 5    | Div. III Nordöstra Götaland | 4     |                                           |
| 2014   | 5    | Div. III Nordöstra Götaland | 12    | nedflyttad                                |
| 2015   | 6    | Div. IV Östergötland västra | 12    | nedflyttad                                |
| 2016   | 7    | Div. V Östergötland västra  | 5     |                                           |
| 2017   | 7    | Div. V Östergötland västra  | 2     |                                           |
| 2018   | 7    | Div. V Östergötland västra  | 4     |                                           |
| 2019   | 7    | Div. V Östergötland västra  | 5     |                                           |
| 2020   | 7    | Div. V Östergötland västra  | 3     | enkelserie p.g.a. pandemin.               |
| 2021   | 7    | Div. V Östergötland västra  | 1     | uppflyttad, enkelserie                    |
| 2022   | 6    | Div. IV Östergötland västra | 10    |                                           |
| 2023   | 6    | Div. IV                     |       | tävlingen ännu ej påbörjad.               |

## Ishockey
Mjölby Södra startade 1958 en ishockeysektion. 1991 bröt man ut ishockeysektioen och bildade Södra HC.

### Fotnoter
1. ↑  https://www.svenskalag.se/mjolbysodraif/om
2. ↑  https://sites.google.com/view/clasglenningfootball/hem/sweden-historical-tables
3. ↑  https://sites.google.com/view/clasglenningfootball/hem/sweden-historical-tables/1963
4. ↑  https://sites.google.com/view/clasglenningfootball/hem/sweden-historical-tables/1965
5. ↑  https://sites.google.com/view/clasglenningfootball/hem/sweden-historical-tables/1976
6. ↑  https://sites.google.com/view/clasglenningfootball/hem/sweden-historical-tables/1998
7. ↑  https://sites.google.com/view/clasglenningfootball/hem/sweden-historical-tables/2011
8. ↑  https://sites.google.com/view/clasglenningfootball/hem/sweden-historical-tables/2012
9. ↑  https://sites.google.com/view/clasglenningfootball/hem/sweden-historical-tables/2014
10. ↑  https://sites.google.com/view/clasglenningfootball/hem/sweden-historical-tables/2015
11. ↑  https://www.svenskfotboll.se/
12. ↑  https://www.everysport.com/
13. ↑  http://www.skovdeik.se/files/opponents/Mjolby_Sodra_IF.pdf